# Marijan Kremžar
Marijan Kremžar, slovenski duhovnik, * 11. maj 1916, Gradec, † 10. marec/11. marec 1943, Ribarska Banja, Srbija.

## Življenje
Rodil se je očetu Francetu Kremžarju in materi Gizeli (rojena Rozman), slovenskemu časnikarju in politiku, njegov brat France Kremžar je bil kasnejši domobranski poveljnik, brat Marko Kremžar pa je slovenski gospodarstvenik, politik, pisatelj in publicist v Argentini.
V Ljubljani je obiskoval Ljudsko šolo in gimnazijo. Po osemletki (mali maturi) se je pridružil Mladcem, ki jih je vodil profesor Ernest Tomec. Vstopil je v ljubljansko bogoslovje, posvečen je bil 2. julij 1939.
Med drugo svetovno vojno je ilegalno pobegnil na nemško zasedbeno območje na Gorenjskem, kjer so bili slovenski verniki brez duhovne oskrbe. Zaradi njegovega dela je Gestapo na njegovo glavo razpisal nagrado. Na Gorenjskem je delal od maja 1941 do pomladi 1942. Zatem je prevzel dušno pastirstvo med slovenskimi izgnanci v Kruševcu v Srbiji.
Ker je bil duhovnik je bil nekaterim v napoto. Ni povsem jasno, kdo je odgovoren za njegovo smrt. Umor naj bi po prvem viru izvršil Rašiški odred Mihajlovićevih četnikov. Po drugi verziji pa ga je umoril odred bivših četnikov Koste Pečanca.